# پیست المپیک ریو دو ژانیرو
پیست المپیک ریو دو ژانیرو (به انگلیسی: Rio Olympic Velodrome) یک پیست دوچرخه‌سواری در ریو دو ژانیرو، برزیل است.
این پیست که در سال ۲۰۰۷ افتتاح شده در سال ۲۰۱۳ برای بازسازی بسته و در ژوئیه ۲۰۱۶ دوباره بازگشایی شده است، ظرفیت تماشاگران این پیست ۵۰۰۰ نفر می‌باشد، این پیست میزبان مسابقات دوچرخه‌سواری بازی‌های المپیک و بازی‌های پارالمپیک ۲۰۱۶ است.